# Kamień Górowski
Kamień Górowski – wieś w Polsce położona w województwie dolnośląskim, w powiecie górowskim, w gminie Wąsosz.

## Położenie
Kamień Górowski leży w dolinie Baryczy.

## Podział administracyjny
W latach 1954–1972 wieś należała i była siedzibą władz gromady Kamień Górowski. W latach 1975–1998 miejscowość administracyjnie należała do województwa leszczyńskiego.

## Zabytki
Do wojewódzkiego rejestru zabytków wpisany jest:
- spichrz folwarczny, z końca XIX wieku.

## Sąsiednie miejscowości
- Płoski
- Wrząca Wielka
- Lubiel
- Wąsosz
- Wrząca Śląska